# قانون توان تیلور
قانون توان تیلور (به انگلیسی: Taylor's power law) یا قانون تیلور (Taylor's law)، یک قانون تجربی در بوم‌شناسی است که واریانس تعداد افراد یک گونه در واحد سطح زیستگاه را به میانگین متناظر با یک رابطه قانون توان مرتبط می‌کند. این نام به نام بوم‌شناس که اولین بار در سال ۱۹۶۱ آن را پیشنهاد کرد، لیونل روی تیلور (۱۹۲۴–۲۰۰۷) گرفته شده‌است. نام اصلی تیلور برای این رابطه قانون میانگین بود. نام قانون تیلور توسط ساوت وود در سال ۱۹۶۶ ابداع شد.